# Samuel Garman

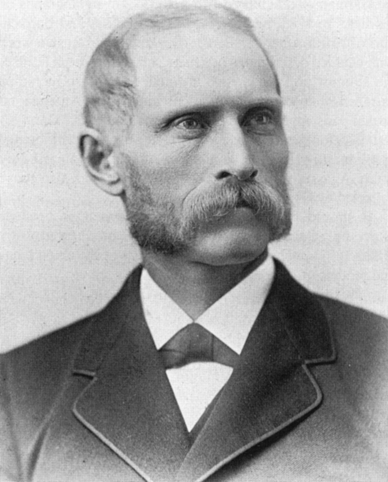
Samuel Garman

Samuel Walton Garman (* 5. Juni 1843 in Indiana County (Pennsylvania); † 30. September 1927 in Plymouth in Massachusetts) war ein US-amerikanischer Herpetologe und Ichthyologe.
Garman verließ früh sein Elternhaus, arbeitete für die Union Pacific Railroad, bekämpfte Indianer und jagte, um die Eisenbahnarbeiter mit Fleisch zu versorgen. 
1868 nahm er an einer von John Wesley Powell geleiteten Expedition in die Berge Colorados teil. Garman folgte Powell, als dieser an der Staatsuniversität von Illinois Geologie lehrte. Er studierte bei Louis Agassiz und erhielt 1872 ein Diplom. Mit Edward Drinker Cope war er befreundet und begleitete ihn 1872 auf einer Reise nach Wyoming, um Fossilien zu sammeln. Mit Louis Agassiz unternahm er eine Forschungsreise zur Magellanstraße an Bord der Hassler (Hassler-Expedition). 
Seit 1873 arbeitete er am Museum of Comparative Zoology an der Harvard University. Seine Arbeit betraf meist die Klassifikation von Fischen, besonders Haien, aber auch Reptilien und Amphibien.